# NGC 6845C
NGC 6845C је лентикуларна галаксија у сазвежђу Телескоп која се налази на NGC листи објеката дубоког неба.
Деклинација објекта је - 47° 5' 3" а ректасцензија 20h 0m 56,8s. Привидна величина (магнитуда) објекта NGC 6845 износи 14,4 а фотографска магнитуда 15,4. NGC 6845C је још познат и под ознакама ESO 284-8A, A 1957-47A, PGC 63979.